# Polskokatolická církev v Polsku
Polskokatolická církev nebo Starokatolická církev v Polsku (polsky Kościół Starokatolicki w Rzeczypospolitej Polskiej) je křesťanská církev hlásící se ke starokatolickému hnutí, jež vzniklo v 19. století oddělením se od římskokatolické církve.

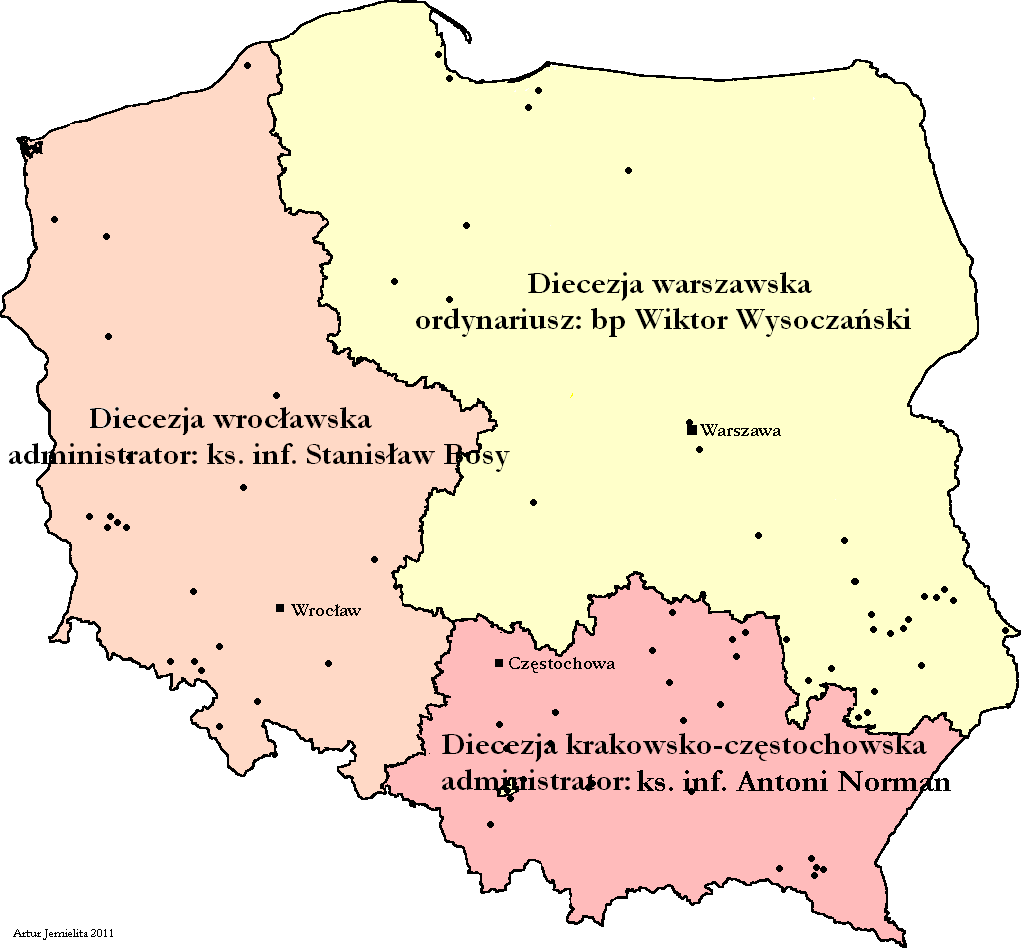
Diecéze Polskokatolické církve

Polskokatolická církev vznikla v roce 1951. V roce 2020 měla 18 116 členů, z toho 79 duchovních a má 72 farností. Dělí se na diecéze: wroclawská, varšavská a krakowsko-čenstochowská. Biskupem je v současnosti Waldemar May. Svěcení žen v Polskokatolické církvi není povoleno.